# Агнозія

Зображення вентрального і дорсального потоків. Вентральний потік зображений фіолетовим кольором, а дорсальний — зеленим.

Агно́зія (грец. α — не і γνωςις — пізнання) — рідкісний розлад процесів впізнавання.  Цей симптом спостерігається при деяких нервово-психічних захворюваннях, переважно тоді, коли органічно уражені певні відділи головного мозку. При цьому прості процеси сприймання, а також загальне орієнтування не порушуються.
Розрізняють кілька видів агнозії:
- оптична(візуальна) агнозія — хворий бачить предмети, але не впізнає їх;
- акустична агнозія — втрата здатності впізнавати предмети за характерними для них звуками;
- тактильна агнозія — предмет не впізнається при обмацуванні його;
- автопагнозія — невпізнавання частин власного тіла та ін.

## Оптична агнозія
Зорова агнозія — порушення процесів впізнання предметів та їхнього реального зображення при збереженні зору: виникає при масивних (часто двосторонніх) ураженнях вторинних полів потиличної частки.
Особливе місце займають симультанна агнозія (нездатність синтетично сприймати групу зображень, що утворюють одне ціле), просторова агнозія — порушення здатності орієнтуватися у просторі або оцінювати просторове співвідношення (хворий не розрізняє праву та ліву сторону, робить помилки в оцінці розташування стрілок на годиннику, елементів малюнку, літер). Виявляються при ураженні третичних полів тім'яно-потиличних часток.

## Акустична агнозія
Слухова агнозія — порушення сприйняття звуків мовлення (фонем) при збереженні слуху, виникає при ураженні вторинних центрів скроневої частки домінантної півкулі. Хворий не може вловити різниці між близькими фонемами (глухістю та дзвінкістю), тому не розуміє змісту почутих слів (сенсорна афазія), не може правильно відтворювати та писати їх, не впізнає предмети за звуками, що вони видають.
Розрізняють такі види слухових агнозій:
- Мовленнєва акустична агнозія — сенсорна афазія, в її основі лежить порушення фонематичного слуху, який забезпечує диференціювання звуків мовлення (виникає при ураженні зони Верніке), ступінь вираженості може бути різним — від повної нездатності розрізняти фонеми рідної мови до утрудненого розуміння акустично схожих фонем, складних слів. Вторинно страждають й інші види мовлення, так, наприклад, експресивна мова у грубих випадках являє собою «словесний салат», порушується письмо під диктовку, читання вголос.
- Слухова агнозія виникає при ураженні ядерної зони слухового аналізатора справа. При цьому виді агнозії людина не впізнає звичних побутових, предметних та природних шумів (скрип дверей, шум води тощо).
- Аритмія виражається в тім, що людина не може правильно оцінити на слух та відтворити ритмічні структури. При ураженні правої скроні порушується цілісне сприйняття структурного оформлення ритму, при ураженні лівої — аналіз та синтез структури ритму, його відтворення.
- Амузія проявляється у порушенні здатності впізнавати та відтворювати знайому або тільки що почуту мелодію. Ураження локалізується у скроневій частці правої півкулі.
- Порушення інтонаційної сторони мови (просодики) виражається у тому, що хворі не розрізняють інтонацій у мовленні інших. Їхнє власне мовлення маловиразне: голос позбавлений модуляцій та інтонаційного різноманіття. Це порушення характерне для правоскроневого ураження. При грубих формах утруднена ідентифікація мови за статтю, віком, знайомістю.

## Тактильна агнозія
Тактильні агнозії виникають при ураженні тім'яних відділів великих півкуль головного мозку (вторинні поля тім'яної кори). Тактильні агнозії — порушення впізнання предметів на дотик при збереженні тактильних відчуттів.
Виділяють такі види тактильних агнозій:
- Астереогноз, або тактильна предметна агнозія, проявляється у невпізнанні предметів на дотик. Правильно оцінюються ознаки предмета, але в цілому він не впізнається, невірно впізнаються форму, розмір, матеріал. При ураженні лівої півкулі порушення тактильного гнозису виникають тільки у контрлатеральній (правій) руці. Ураження тім'яних відділів правої півкулі призводить до порушення цих функцій та в інсилатеральній (лівій) руці.
- Пальцева агнозія (синдром Герштмана) проявляється у порушенні здатності називання пальців руки при доторканні до них на руці, контрлатеральній вогнищу ураження, при закритих очах хворого.
- Тактильна алексія (дермоалексія) проявляється у неможливості впізнання літер та цифр, які малюють на руці хворого.
- Соматоагнозія (порушення схеми тіла) проявляється у труднощах впізнання частин тіла, їхнього розташування за відношенням одне до одного; у прояві несправжніх соматичних уявлень (зміна розміру голови, руки, язика, подвоєння кінцівок), в ігноруванні лівої половини тіла. При правосторонніх ураженнях тім'яної ділянки кори власні дефекти часто не сприймаються — симптом анозогнозії. Ураження при цьому виді агнозії локалізоване у правій півкулі, верхньотім'яної ділянки.

## Больова агнозія
Больова агнозія також називається вроджена анальгезія.
Нездатність розпізнавати біль. Поширюється на все тіло рівномірно; уколи при цьому сприймаються як дотик.

## Нюхова та смакова агнозія
Порушення впізнання речовин за запахом та смаковими якостями; розвиваються при ураженні медіобазальних ділянок кори скроневої частки головного мозку. 

## Причини
Агнозія може бути результатом  ішемічного інсульту, деменції або інших неврологічних розладів. Розлад також може бути спричинений травмою голови, інфекцією головного мозку або бути спадковим. Крім того, деякі форми агнозії можуть бути результатом порушень розвитку. Пошкодження, що викликає агнозію, зазвичай відбувається або в потиличній, або в тім'яній частках мозку. Хоча одна функція може бути порушена, когнітивні здібності в інших сферах зберігаються.
Нюхова агнозія може розвиватися при шизофренії.

## Діагностика
Агнозія діагностується за допомогою фізичного огляду лікарем, нейропсихологічного тестування та методів візуалізації. Приклади нейропсихологічних тестів включають візуальне розпізнавання реальних і нереальних об'єктів, розпізнавання обличчя, вербальне і невербальне розпізнавання звуків, розпізнавання запахів і тактильне розпізнавання форм. 

### Диференційна діагностика
Важливо пам'ятати, що чисті форми агнозії зустрічаються дуже рідко. Важливо оцінити та виключити деменцію, афазію, гострі стани сплутаності свідомості (делірій), порушення уваги. Крім того, лікарі повинні підтвердити відсутність сенсорних порушень, таких як дальтонізм, катаракта, втрата слуху або нейропатія.
Магнітно-резонансна томографія (МРТ) і комп’ютерна томографія можуть бути використані для виявлення уражень головного мозку при виникнення розладу.

## Лікування
Специфічного лікування розладу не існує. Якщо це можливо, лікарі встановлюють основну причину і лікують її.
Логопедія та трудотерапія можуть допомогти навчитися компенсувати агнозію. Вони також можуть допомогти пацієнту покращити ваші навички спілкування, планування, вирішення проблем та покращити взаємодію з іншими.